# Réserve naturelle des Tre Padule de Suartone
La réserve naturelle des Tre Padule de Suartone (RNC151) est une réserve naturelle en Corse. Classée en 2000, elle occupe une surface de 217,9 hectares et protège un ensemble de mares temporaires.

## Localisation

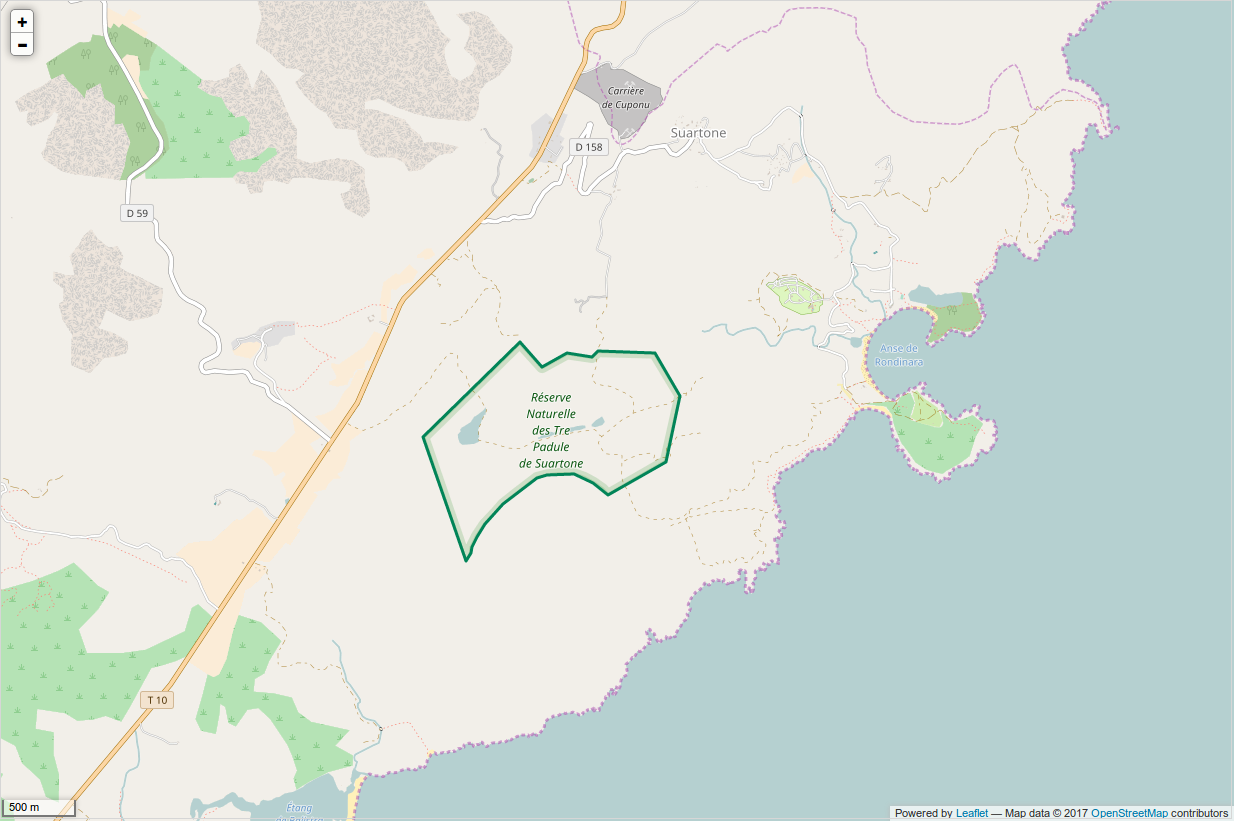
Périmètre de la réserve naturelle.

Le territoire de la réserve naturelle est à l'extrême sud du département de la Corse-du-Sud, sur le territoire de la commune de Bonifacio et à 10 km de cette localité.
Il occupe une partie du plateau de Campocili sur une superficie d'environ 218 ha.

## Histoire du site et de la réserve
La réserve naturelle a été créée par un décret du 11 décembre 2000.
Depuis avril 2002, le site fait partie du réseau Natura 2000 sous la forme du Site d'importance communautaire FR9400590.
Le 2 février 2007, la réserve a obtenu la désignation Site Ramsar (convention internationale pour la protection des zones humides) sous le n°1651.

## Écologie (biodiversité, intérêt écopaysager…)
La réserve naturelle a pour but de préserver un ensemble de mares temporaires ou padules qui font partie des zones humides de Corse. On y trouve ainsi la Padule Maggiore (2,67 ha) et les Tre Padule (0,27-0,38 et 0,40 ha).

### Flore
La flore compte quelques espèces protégées : Romulée de revelière, Antinorie insulaire, Gennarie à deux feuilles (Gennaria diphylla), Pilulaire délicate ainsi que des espèces endémiques : Scille de Corse, Ambrosinia de Bassi, Ache à souche épaisse…

### Faune
L'avifaune comprend des oiseaux nicheurs (Alouette lulu, Fauvette sarde, Fauvette pitchou, Pie-grièche écorcheur) et des oiseaux d’eau de passage (Échasse blanche, Aigrette garzette, Héron cendré, Héron pourpré, Bécasseau, chevalier et divers canards...).
Parmi les amphibiens et reptiles, on compte le Crapaud vert, la Rainette sarde, le Discoglosse sarde (Discoglossus sardus), le Phyllodactyle d'Europe (Phyllodactylus europaeus), l'Hémidactyle verruqueux (Hemidactylus turcicus), la Tortue d'Hermann (Testudo hermanni) et deux espèces endémiques, l'Algyroïde tyrrhénien et le Lézard tyrrhénien (Podarcis tiliguerta).
Les invertébrés comptent le Porte-queue de Corse (Papilio hospiton).

## Administration, plan de gestion, règlement
La gestion de la réserve naturelle est assurée par l'Office de l'environnement de la Corse. Elle fait partie du réseau des Réserves naturelles de Corse.
L'activité traditionnelle de pâturage pour les bovins a été maintenue (au printemps et en été sur les mares, toute l’année ailleurs).

## Galerie

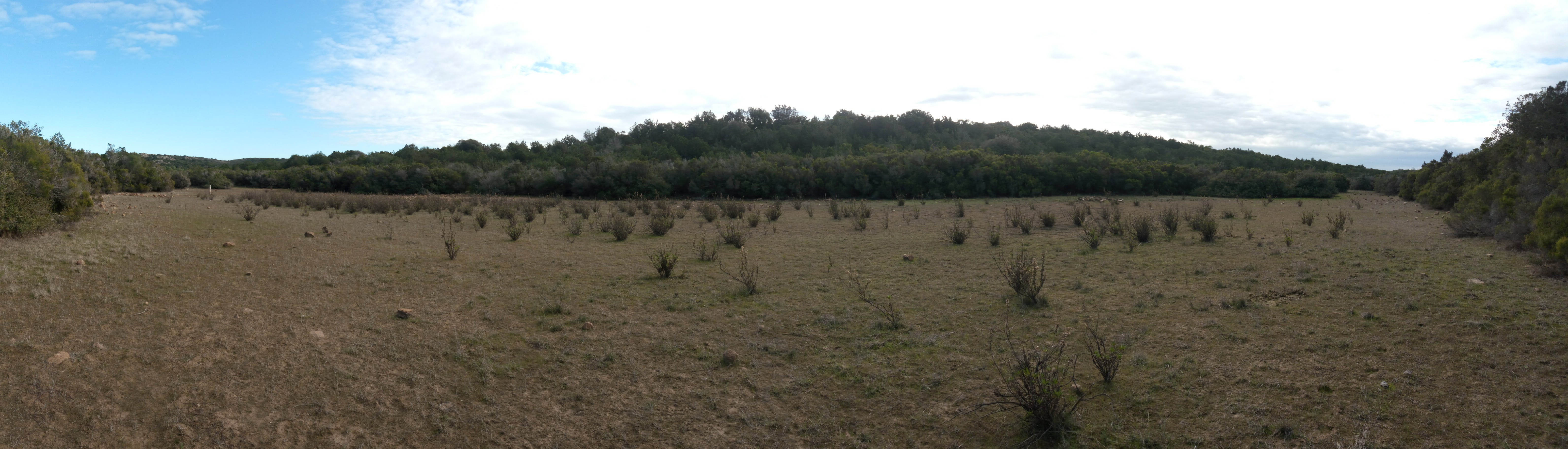
Une des trois mares du site des Tre Padule.
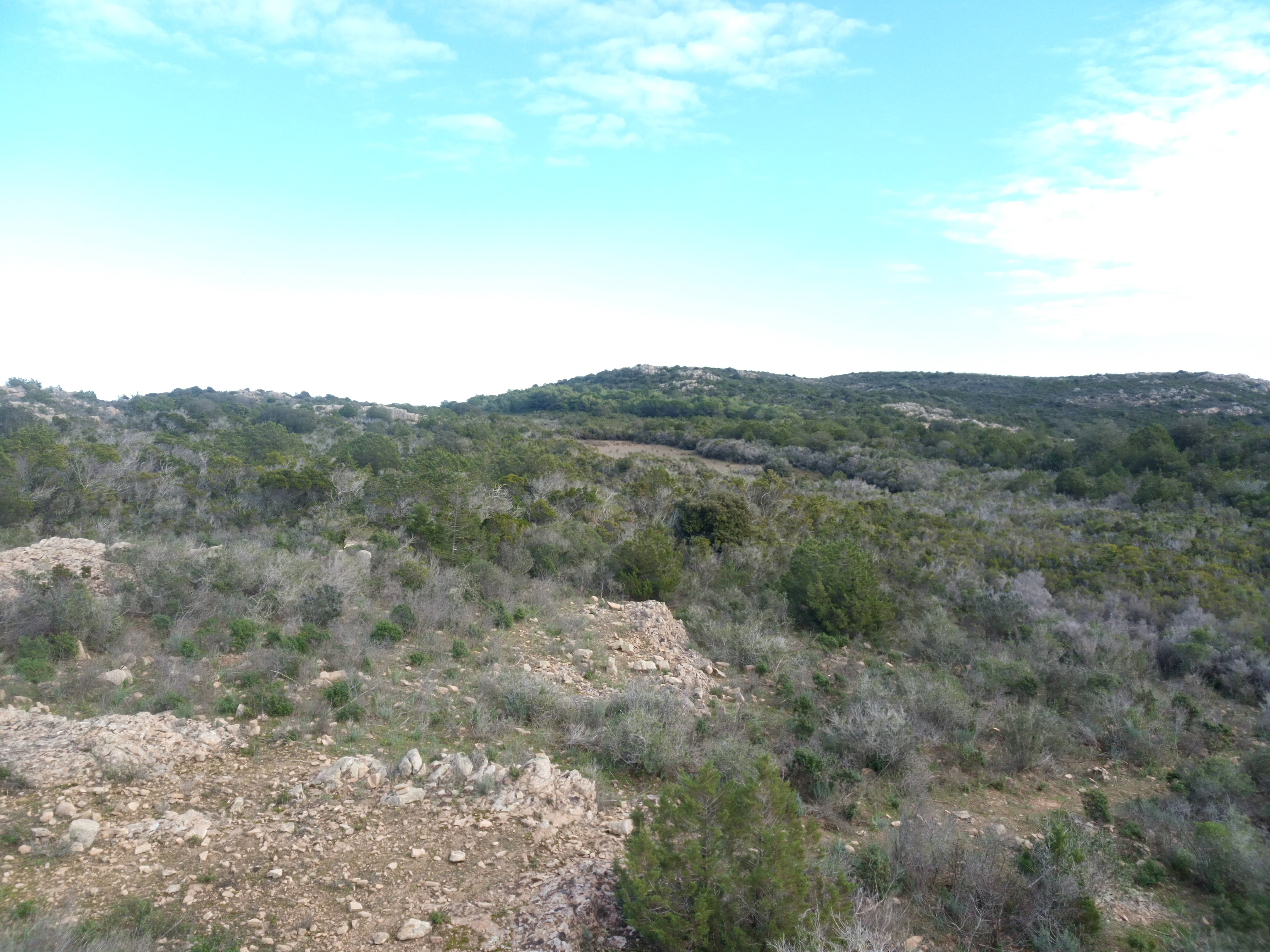
Réserve naturelle.
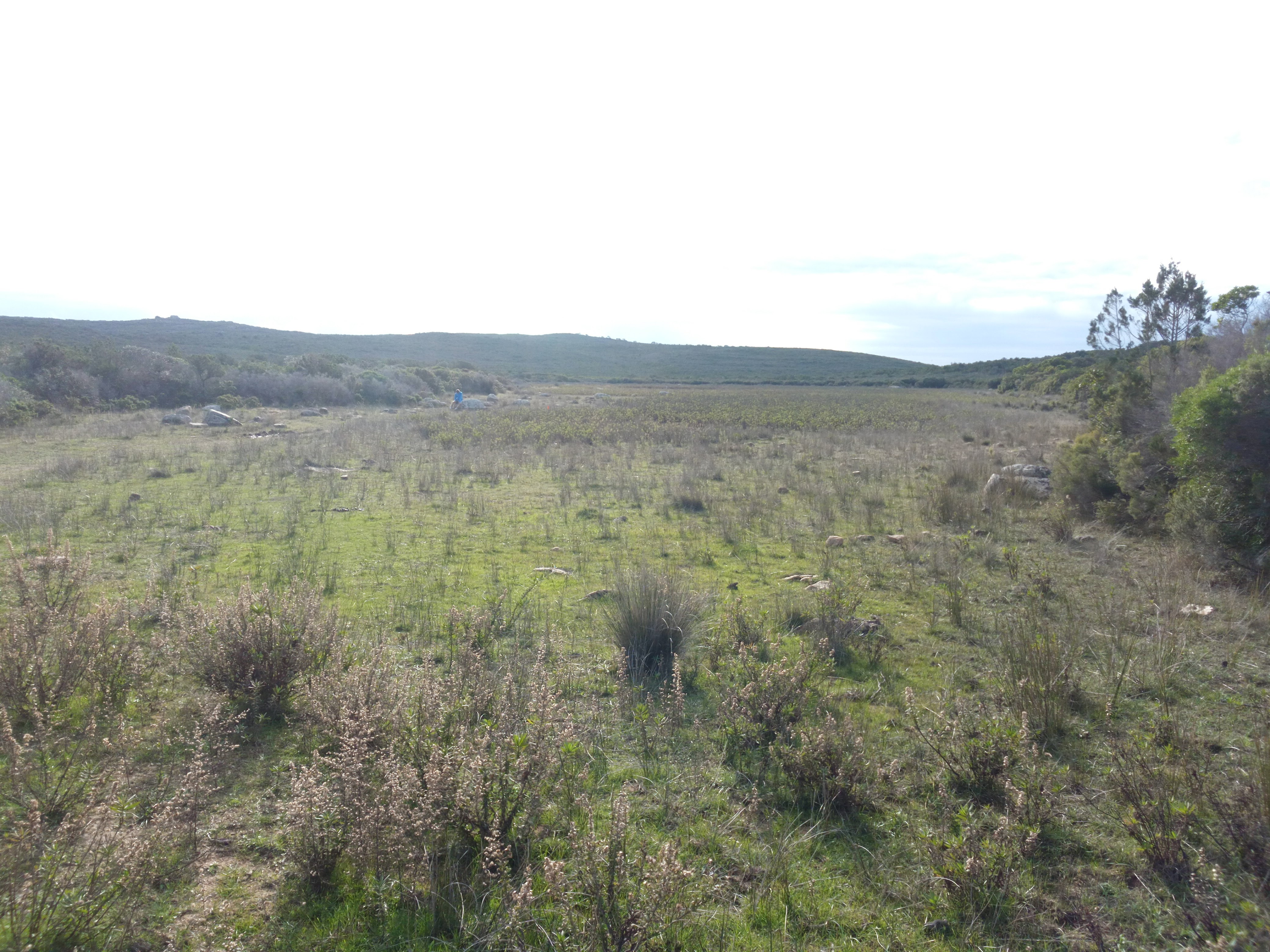
Réserve naturelle.